# Carl Attrup
Carl August Attrup, född 4 mars 1848 i Köpenhamn, död där 5 oktober 1892, var en dansk musiker.
Attrup var ursprungligen cellist, men efter att han 1867 blivit elev vid då nyöppnade Det Kongelige Danske Musikkonservatorium, inriktade han sig på orgelspel. Han anställdes 1871 som organist vid Frederik's tyske Kirke och 1874 vid Vor Frelsers Kirke och gjorde sig bemärkt genom kyrkokonserter, dels som orgelkompositör, dels som lärare (vid blindinstitutet och de ministeriella feriekurserna). Han komponerade bland annat flera orkesterverk, vilka uppfördes i Tivolis konsertsal. Inom orgellitteraturen skrev han flera samlingar av studier, preludier och en liten orgelskola.